# Union Internationale des Associations d'Alpinisme
Union Internationale des Associations d'Alpinisme (UIAA) är den internationella organisationen för klättring och bergsbestigning. Den bildades 1932 i Chamonix, Frankrike, och har nu 88 medlemsförbund i 76 länder, däribland Svenska klätterförbundet. UIAA spelar en viktig roll i samband med säkerhetsföreskrifter och standarder för klättring och klätterutrustning.
Huvudkontoret ligger i Bern, Schweiz.